# 政府
政府（英語：Government）是一个政治体系，於某个區域訂立、執行法律和管理的一套机构。广义的政府包括立法机关、行政机关、司法机关、军事机关，狭义的政府仅指行政机关；在内阁制国家，“政府”一词也用來指代表国家最高行政机构的核心，即“内阁”。政府的一般化形式稱之為國家（State）。
政府也是一种权力分配的格局。不仅是司法权、立法权和行政权之间的关系，也是中央政府与地方政府之间的关系，甚至包括政府各部门单位之间以及公务员之间的权力分配。
政府是组成国家整体的一个重要部分，政府隶属于国家。因此执政政府的倒台或政权更替并不意味着国家的灭亡，而如果国家灭亡了，政府就不可能存在。公民对于国家的合法性存在认同性高于对政府的认同性。
政府也是一种组织，区别于一般的社会组织，政府权力的取得必须具有合法性，同时具有强制性和权威性。权力只为权力来源负责，政府也不例外。如果政府的权力来源恰好是国民或公民，政府就对国民公民负责，为公共利益服务。
政府應依法行政。如果政府行使職權時超出法律限制的范围，就是“濫權”；若政府並未完全行使法律所賦予的公權力，就是“不作为”或“失職”。两者都是政府施政的疏失。

## 概述

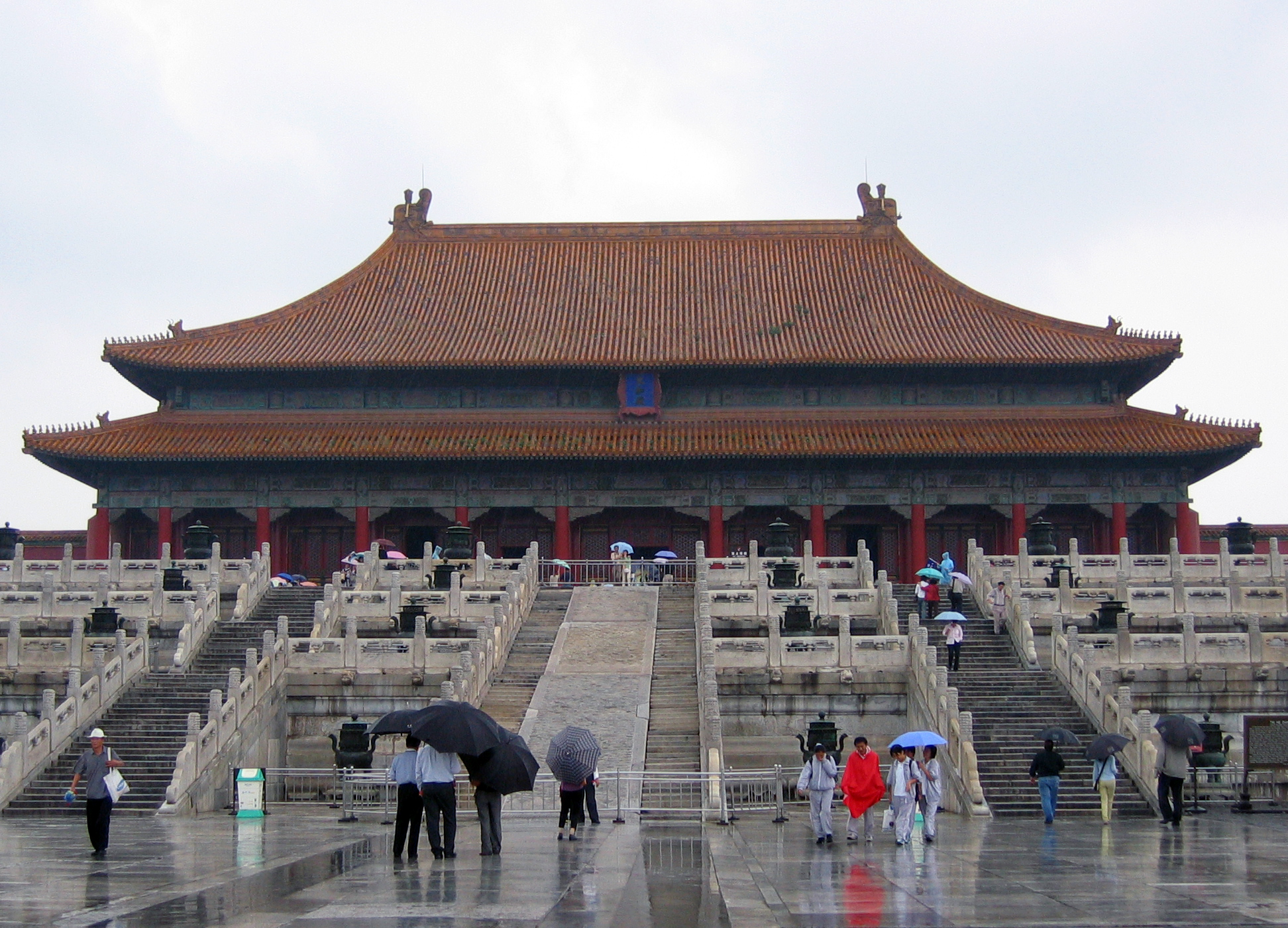
明成祖於1421年將明朝京城遷至北京，建紫禁城。此後直至清末，長達五百餘年的時間，紫禁城皆為中國皇帝的統治中心。直至今日，北京仍為中華人民共和國的首都，紫禁城則改建為故宮博物院。

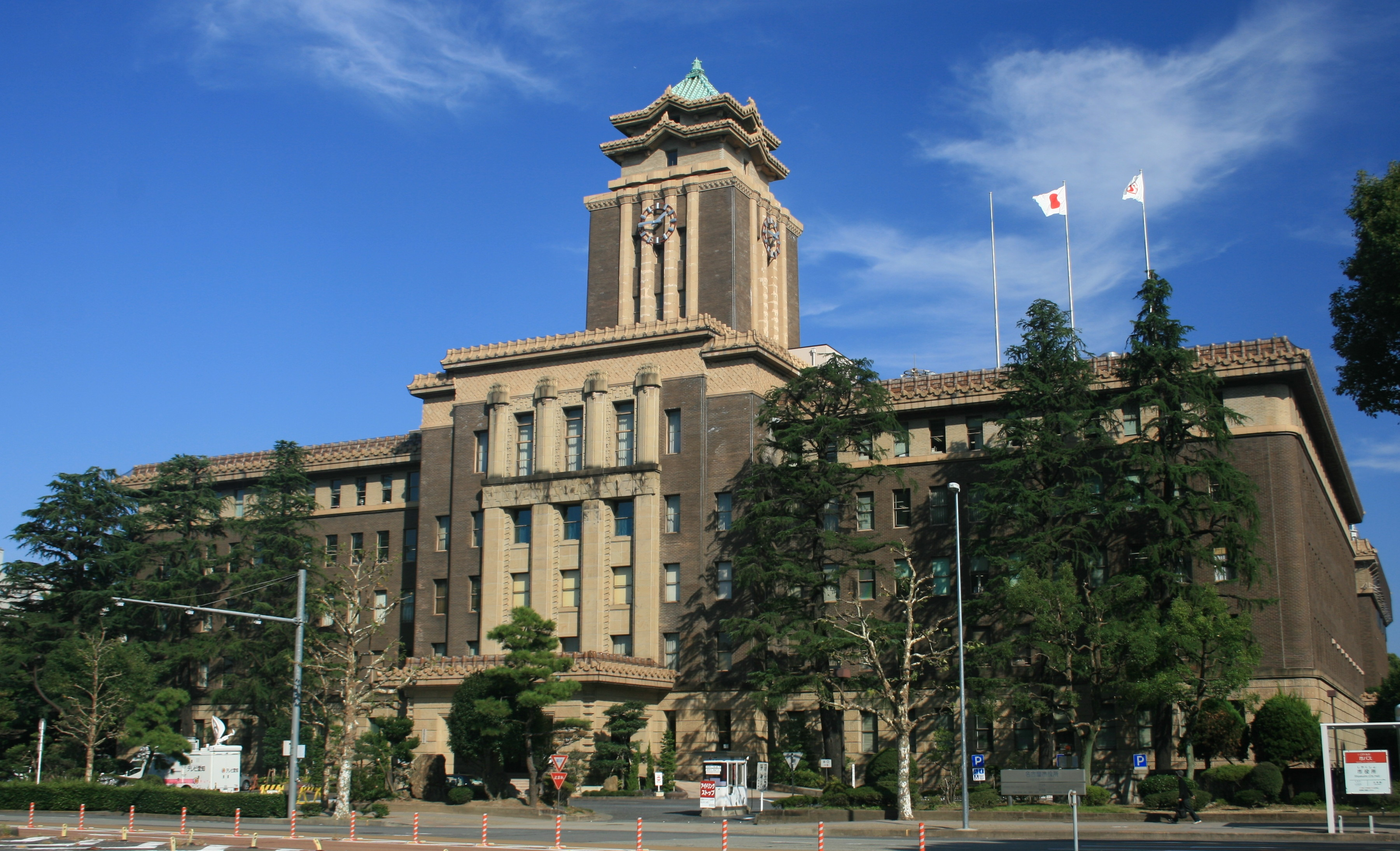
日本名古屋市政府

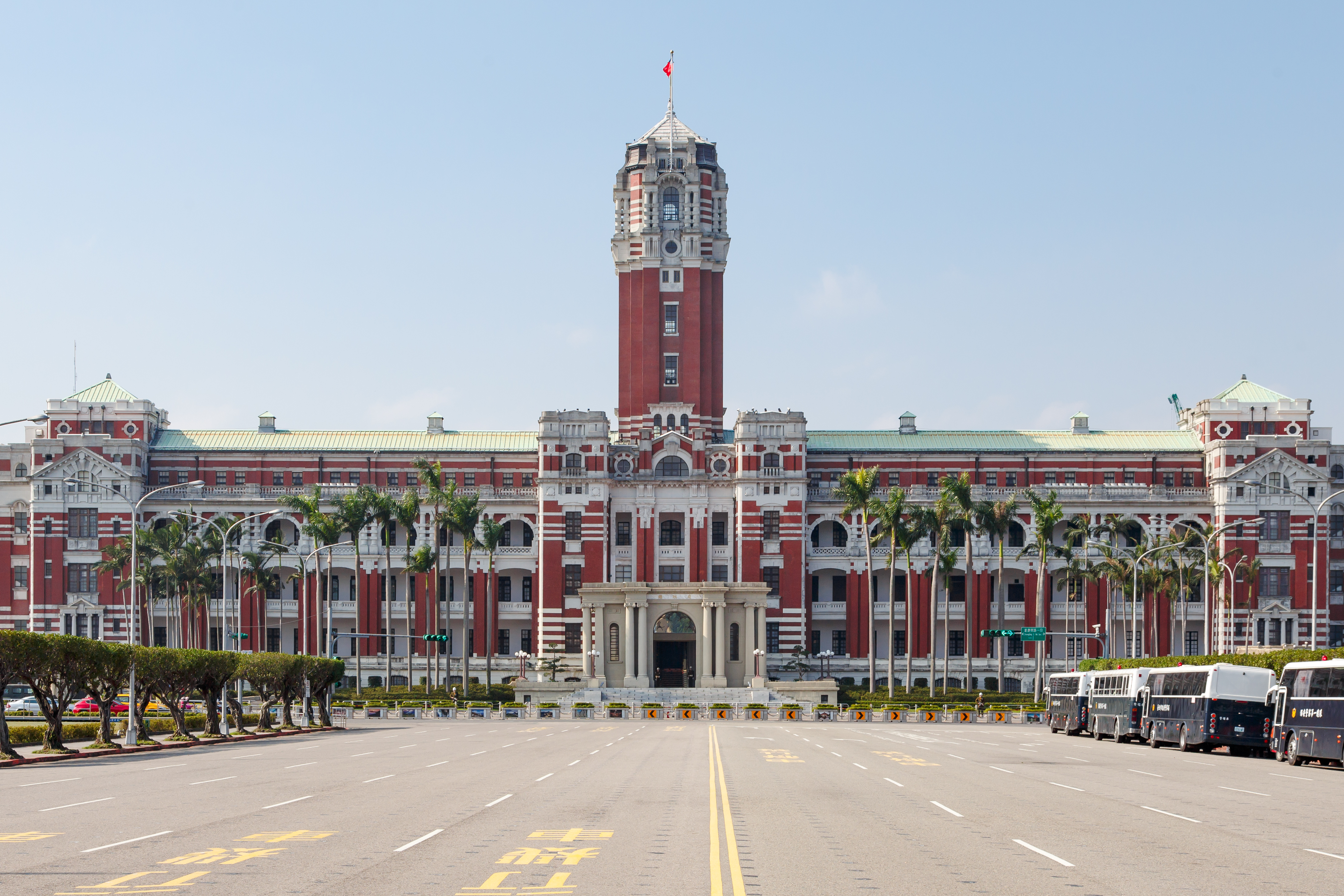
中華民國（臺灣）總統府

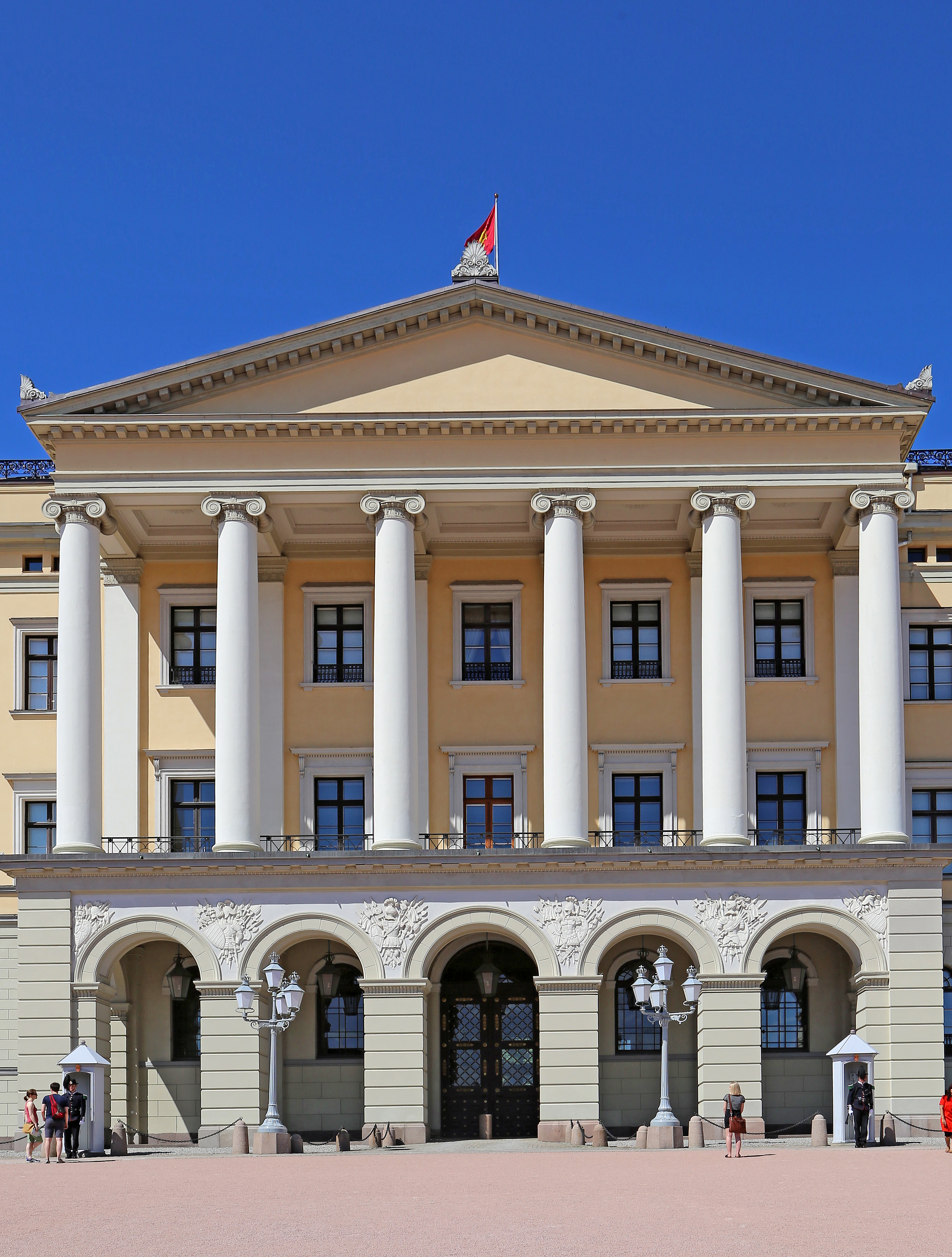
挪威奧斯陸王宮

国家都有自己的政府。政府是税收的主体，可以实现福利的合理利用。政府的服務對象依其國家體制而不同。在民主國家中，政府服務的對象是人民，政府是由人民委任，代為管理國家的機構，如18世紀時法國學者盧梭曾提出《社會契約論》，主張「主權在民」，政府與人民簽訂所謂的「契約」，政府權力來自於人民授權，若政府違法侵害民權，則人民有權推翻政府；在專制國家中，政府服務的對象是统治阶级，協助统治阶级維持治理的權力。
在分權制度中，狭义的政府只是行政權的代表，受立法機關訂立的法律約束，且需執行司法機關的判決。也有些政府受到权力机关授权进行行政行为，其权力机关通常为通过选举或名义上的选举产生，本身拥有立法权、司法解释权（或立法解释权）、对政府的审核信任权等，对部分重大影响或干系的事务，进行权利干涉，如干涉司法部门判决、干涉行政部门施政等，本身利用选举使之可以凌驾于其他常务机构而体现民意和实现民主。
在专制国家中，政府使用不同的方法维持统治，包括警察和军队（参看警察国家）、宣稱政府職權由神賦予或統治者為神的代理人（君權神授說）、与其他国家签订协议，赢取国家内部的支持。典型的赢取支持的方法包括提供司法体系、管理機構和社会福利，声明国家受到神的支持，为大多数群体提供利益，在国内的重要部门举行选举，通过法律和宪法限制国家权力以及使用民族主义。反对政府控制的群体包括自由意志主义者和无政府主义者。

## 政府組成
在古代的封建社會，國政大權掌握在君主手中，宰相、大臣或者代議士，在理论上都只能協助君主理政，但是在实际中，在特定领域会有一些实权，或者有掌握朝政的情況，但這都是出於個案而非通例。
现代政府的构成原理主要是國民主权原则和代议制原则。政府体系由国家元首、行政机构、立法机构和司法机构组成。它们之间的力量对比决定了一个政府的组织类型。
主要有:167-172：
- 三权分立结构：国家的立法权、司法权和行政权分别由议会、法院和總理（或國家元首）分别行使，相互制衡。美國是全世界第一個實施三權分立體制的國家，同時亦為首個擁有成文憲法的國家。依《美利堅合眾國憲法》規定，行政權屬於總統、立法權屬於國會、司法權屬於最高法院，三者之間互相制衡監督，達到分散政府權力的目的。
- 五权分立结构：在三權分立的學理基礎上，除了原先的立法权、司法权和行政权，另將行政機關的人事任命權獨立為考試權，以防政府濫用私人；另將立法機關對政府的監督權獨立為監察權，以防議會專權獨大。在五權分立的理論設計中，五權個別行使職權，相互制衡。首位提出五權分立思想的政治家為中華民國國父孫中山，後《中華民國憲法》在制訂時採用了此一制度，因此中華民國被視為是典型的五權分立國家。而也有另一派的見解認為中華民國的五院制實際上是由五個機關行使國家的三權，實質上是三權分立國家。例如：一般不認為立法權採兩院制的國家是四權分立國家。
- 议会制结构：行使立法权的议会是最高权力机构，内阁和法院都由议会产生，并对其负责。起源于英国，为大多数英联邦国家采用，瑞典、挪威、德国和意大利也采用这种结构。
- 元首集权结构：国家元首的权力凌驾于其他政府机构之上，而立法、司法和行政机构则在国家元首之下保持平衡。例如法国的半总统制、中華民國的五院制[註 1]和俄罗斯。
- 一党执政结构：执政党的权力机关作最高决策，政府负责执行执政党制定的政策，执政党的地位和权力凌驾于行政、立法和司法机关之上。社会主义国家都是这种结构，例如前苏联、中华人民共和国、越南、老挝、古巴等。

为了便于治理，中央政府由不同的政府机关组成。这包括了政府部门之间的各级机关以及依据地理区域划分的行政区域的各级政府。中央政府与地方政府之间的权力关系可以分为：
- 单一制：中央政府掌握所有的权力，地方政府的权力只是中央政府为了管理需要而授予的，中央政府具有最终决定权。
- 联邦制：中央政府的权力来自于地方政府的让予，地方政府的权力是固有的。联邦政府无权干涉联邦成员政府独立的职权范围。
- 均權制：由孫中山首先提出，結合單一制與聯邦制的特點，以事務性質劃分權限，具有「全國一致性」者由中央政府處理、具有「因地制宜性」者由地方政府處理。若中央與地方發生權限爭議，則送交國會進行裁決，對地方法規是否牴觸上級法令有疑義者則請司法機關解釋。目前主要使用這種權限劃分方式的國家為中華民國。

一个发达国家的政府通常包括诸如办公室、部（省）、局、处、科（课）等的机构，其中的负责人被称为“部长”（“大臣”或“卿”）。在很多现代民主国家，虽然国家元首有很大的权力組織政府，但是由选举产生的立法机构也有权解散政府（不信任動議）。

## 政體分類
古希臘哲學家柏拉圖提出了柏拉圖的五種政體，分為：
- 贵族政治：統治權由某個階級中的少數人共有，以公利為出發點來統治。
- 勋阀政治（Timocracy）：由荣誉为原则所进行的统治。
- 寡頭政治：統治權由某個階級中的少數人共有，統治階級自身利益為出發。
- 民主政治：国家权力由公民直接或间接行使，民主有时被称为“多数的统治”。
- 暴君政治：不通過世襲、傳統或是合法民主選舉程序，憑藉個人的聲望與影響力，獲得權力所進行的統治。

以下還有其他的分類

### 以執政者身份的分類

#### 贵族政治類
- 天才政治（英语：Geniocracy）
- 強力政治
- 精英政治
- 勋阀政治
- 专家统治

#### 獨裁類
- 专制主义
- 獨裁政體
- 法西斯

#### 君主制類
- 二头政治
- 選舉君主制
- 酋長國
- 聯邦君主制
- 世襲君主制
- 君主專制
- 君主立憲制

#### 退化（Pejorative）類
- 銀行專政
- 公司王国
- 裙带资本主义
- 竊盜統治
- 眾愚政治

### 以執政者選舉方式的分類

#### 威權主義類
- 斯大林主义
- 極權主義
- 日本法西斯主义

#### 民主類以及不完全民主
- 抽签式民主
- 直接民主制
- 自由民主制
- 代議民主制
- 社會民主主義
- 极权民主
- 集中式民主

#### 寡头政治類
- 判官统治
- 金權政治
- 軍政府
- 神權政治

#### 其他
- 無政府狀態
- 半民主狀態
- 香蕉共和國
- 毛澤東思想

### 以權力分配方式的分類

#### 共和制
- 共和立憲制
- 议会共和制
- 聯邦共和制
- 伊斯兰共和国
- 社會主義國家

#### 联邦主义類
- 联邦君主制
- 聯邦共和制

#### 其他權力分配方式
- 灵活组织机构（英语：Adhocracy）
- 无政府主义
- 遊群
- 官僚制
- 酋邦
- 赛博协同控制工程
- 議會制
- 总统制
- 法治

## 政府职能

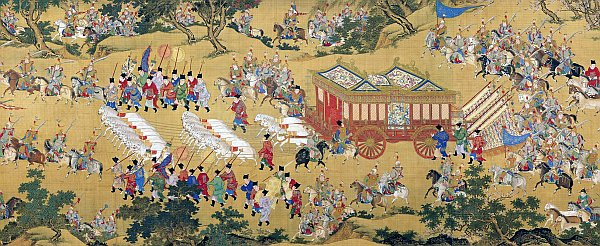
明朝軍隊

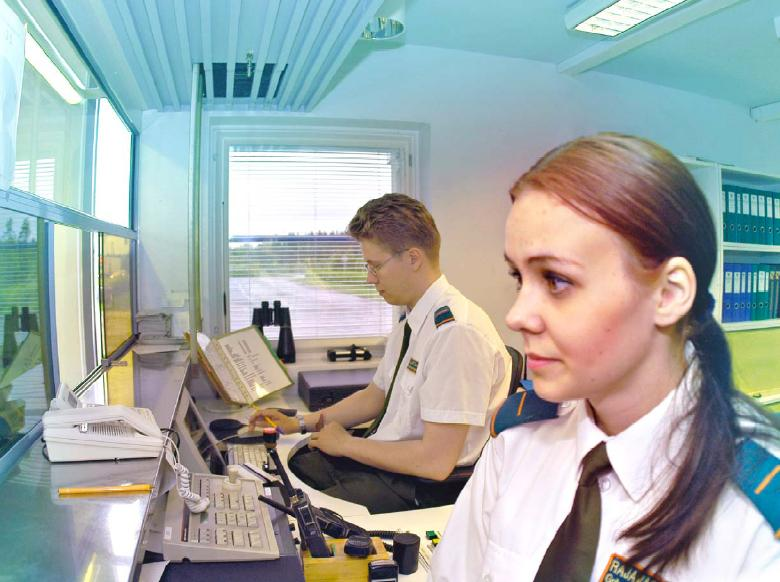
芬蘭公務員

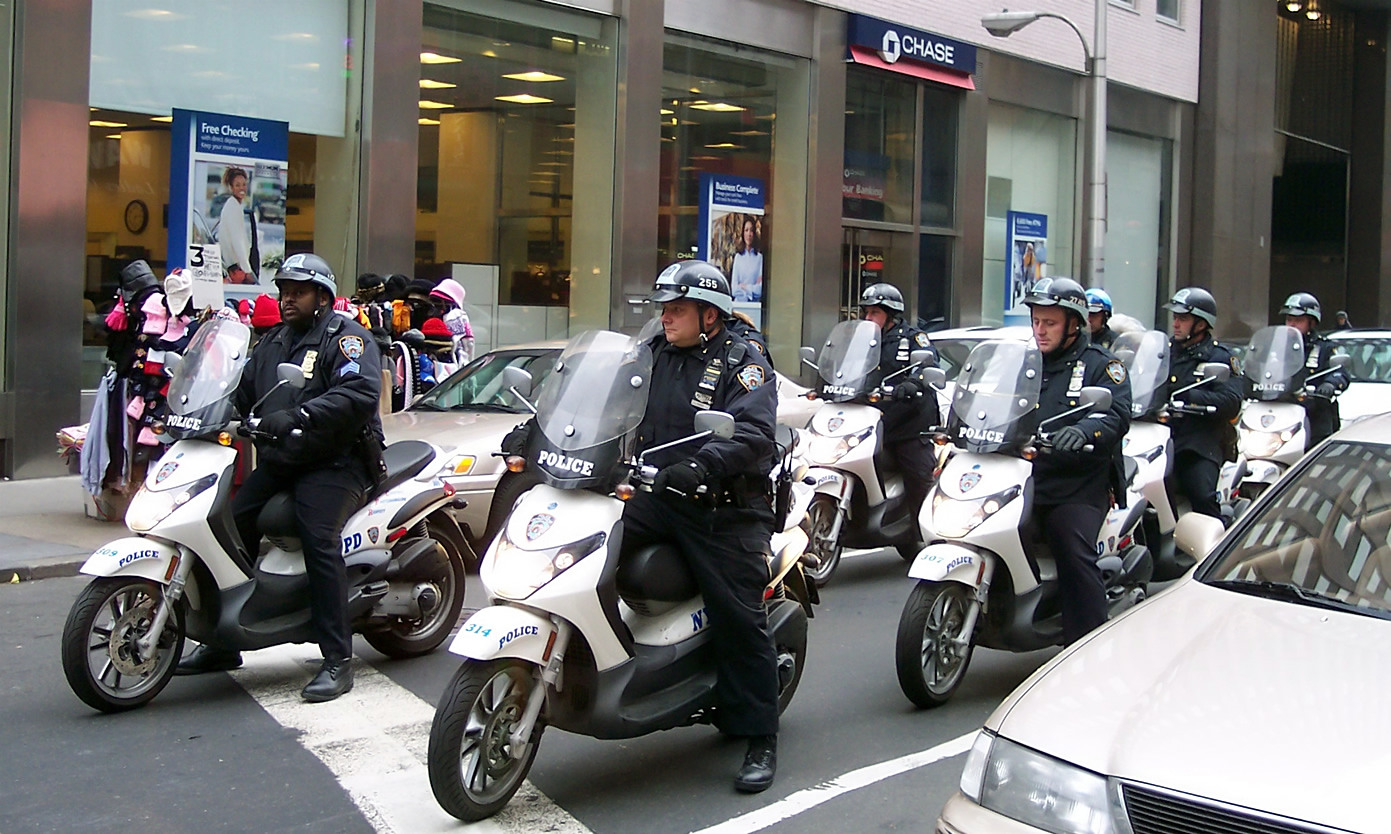
紐約警察

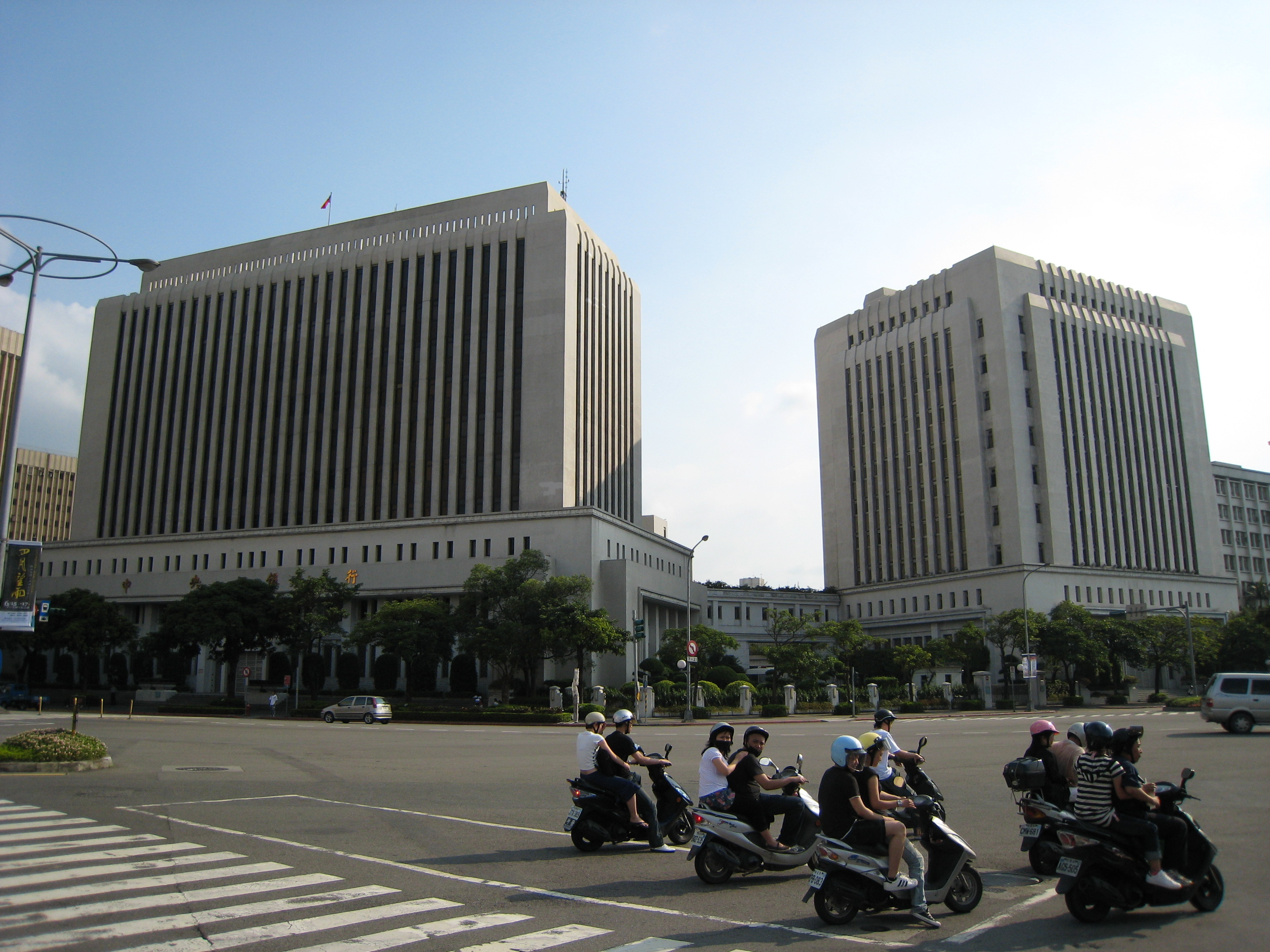
中華民國中央銀行

政府作为社会中最大的公共组织，不仅负有价值导向、安全保卫、维持秩序的责任，也肩负了政治统治、经济管理、社会协调的社会寄托。政府具有公共属性，政府的职能是为公众服务，并以公众的利益为依归。同时政府也具有一定的阶级性，它往往为某个特定的阶级服务，成为该阶级管理其他阶级的工具。政府具有价值导向责任，如亚里士多德所说的追求“最高而最广的善业。”政府职能也涵盖了社会公众生活的全方位，并且随着社会的改变不断适应与发展。政府也同时为公众福利提供方便，创造条件，甚至通过直接提供公共物品提高公众的生活水平。从程序的角度，政府的职能包括了决策、计划、组织、指挥、协调、控制等。决策是政府的核心职能，决策水平的高低反映了政府的能力和水平:197-199。
从任务范围角度，政府的职能可以分为政治职能、经济职能和社会职能。其中政治职能是政府最主要的职能，这主要体现在维护现存的政治秩序上。政府的首要任务是维护社会的正常运转，其次就是指定有利于国家与社会的政策，推动社会的进步。为了保证政府职能顺利发挥作用，军队、警察、监狱等暴力机关对外保卫国家主权，对内维护政府统治，打击犯罪。政府也需要建立和维护从中央到地方政府的结构系统，并保障工作人员的权益:199-204。
在经济方面政府通过财政和货币政策调节经济发展，保证宏观经济的稳定增长。经济低迷时期，通过减免税收、调节税率、加大支出等手段，促进投资和生产；经济过热时，减少政府支出，减少货币供应量、提高利率，抑制需求，降低物价。同时政府通过税收和政府支出等手段，对社会财富进行再分配，以保证社会公平与稳定。为了控制垄断和外部不经济行为，政府通过提高资源配置手段來保证企业间的公平竞争。政府还需要提供充分的政策和资金的支持，积极创造条件，促进经济结构的优化和转型，鼓励新兴产业的成长。政府还提供国防安全、公共工程、社会福利等公共产品为社会公众服务:199-204。
政府作为社会公共组织，负有维护社会治安和秩序的职责，减少各种社会问题。牵涉到社会公共利益的事务，例如交通、卫生、教育、文化、环境保护等，也往往是政府的责任:204-205。

## 政府与市场
市场为了保持其平等与开放的特性，促进竞争，对政府的干扰有本能的排斥；另一方面，市场为了维持秩序又需要政府调停。尤其是市场失灵时，更需要政府的介入。政府对市场的干预包括开展公益服务，发展公共事业，解决外部性问题（例如环境污染）；控制垄断的出现，维护市场的稳定和机会公平；解决信息不对称问题等。
政府由于在政策和工作上的低效率，对市场的干预也可能导致政府失败的发生。现实中政府的干预或多或少难免存在失误，关键是如何将政府失败控制在最小限度之内。
政府干预市场的模型按照最小政府到最大政府可以分成无政府社会、最低限度国家（守夜人国家）、混合政治经济国家、福利国家、全能主义国家:216-219。
无政府社会理论上没有政府干预，完全依靠市场规则，但是实际中的无政府状态常常表现为混乱无序，根本无法建立有效的市场规则。在守夜人国家模式下，政府除了国家安全和维持秩序外，基本不干涉经济。混合政治经济国家则主张在自由市场经济的基础上实行国家适度干预，现代国家大多属于这种类型。福利国家为公民提供详尽的福利政策，政府对经济有很强的控制。全能主义国家则不主张市场经济，政府不仅占有大量经济资源，而且控制其配置，经济完全依附于政治:216-219。

## 地圖

依政體分類的世界地圖，完整的列表在閱各國政體列表

深藍色的國家是依照自由之家2014年世界自由度報告內容，列為代議民主制的國家，世界自由度報告考慮的是民主是否有實際實施，不止是官方聲稱而已

## 註解
1. ↑  《中華民國憲法》第44條賦予總統「院際調解權」，對於院與院間之爭執，除有特別規定外，得由總統召集有關各院院長會商解決之。